# Castlemartyr
Castlemartyr (irl. Baile na Martra) – miasto w Irlandii w hrabstwie Cork, położone pomiędzy Youghal i Midleton.